# بوني براون
بوني براون (بالإنجليزية: Bonnie Brown)‏ هي مغنية وكاتبة غنائية أمريكية، ولدت في 31 يوليو 1937 في سباركمان في الولايات المتحدة، وتوفيت في 16 يوليو 2016 في ليتل روك في الولايات المتحدة بسبب سرطان.

## وصلات خارجية
- بوني براون على موقع ميوزك برينز (الإنجليزية)
- بوني براون على موقع ديسكوغز (الإنجليزية)